# Viktor Lutze
Viktor Lutze (ur. 28 grudnia 1890 w Bevergern, zm. prawdpodobnie 2 maja 1943 w Poczdamie) – niemiecki bojówkarz, działacz partyjny i wojskowy, Reichsleiter i trzeci Stabschef (głównodowodzący) Sturmabteilung, następca straconego Ernsta Röhma. Okoliczności jego nagłej śmierci w 1943 roku budzą kontrowersje.

## Życiorys
Służbę w wojsku rozpoczął w 1912. W czasie pierwszej wojny światowej służył najpierw w 369. Pułku Piechoty, a następnie w 15. Rezerwowym Pułku Piechoty.
W 1922 wstąpił do NSDAP, a w 1923 do SA, w której został w 1931 dowódcą grupy „Północ” w Hanowerze.
W 1933 Adolf Hitler mianował go szefem policji w Hanowerze w randze Gruppenführera SA. Po zamordowaniu Ernsta Röhma 30 czerwca 1934 w czasie nocy długich noży został Stabschefem SA (formalnie dowódcą SA był Adolf Hitler, faktycznie kierował nimi szef sztabu). Był deputowanym do Reichstagu.

## Kontrowersje wokół śmierci Lutzego
Według oficjalnej wersji Viktor Lutze został ciężko ranny wraz z córką, Ingą, w wypadku samochodu kierowanego przez jego syna, Viktora juniora, 1 maja 1943 roku na autostradzie pod Poczdamem. Inga zmarła na miejscu, a Viktor Lutze – następnego dnia po operacji w szpitalu miejskim w Poczdamie o godz. 20.30. Następcą Viktora Lutzego został Wilhelm Schepmann. 
Natomiast UPA ogłosiła, że zginął on w zasadzce podczas podróży inspekcyjnej na Wołyniu. 
Historycy ukraińscy Anatilij Rusnaczenko, Łew Szankowśkyj i Wołodymyr Kosyk twierdzą, że Lutze zginął wraz z czterema członkami swojego sztabu na Wołyniu koło Kortelisów w zasadzce sotni UPA Tychona Zinczuka „Kubika”. Per Anders Rudling uważa tę wersję śmierci Lutzego za propagandową mistyfikację ukraińskich nacjonalistów, Grzegorz Motyka nie rozstrzyga tej kwestii:

Jeśli wierzyć tej wersji, Niemcy ze względów propagandowych nigdy się nie przyznali, że Lutze zginął z rąk UPA. Trudno rozstrzygnąć jak było – prawdopodobna jest przecież wersja odwrotna: Dowódca SA faktycznie zginął w wypadku. Na wieść o tym, ze względów propagandowych, Ukraińcy ogłosili, że to oni zorganizowali zasadzkę. Gdyby jednak Lutze faktycznie został zlikwidowany przez partyzantów, byłby to niewątpliwie największy sukces UPA w walce z Niemcami.

{{Cytat}} Linki zewnętrzne: "źródło".